# Australobatrachia
Se conoce como Australobatrachia a un clado de anfibios anuros característicos de algunas regiones australes del planeta.

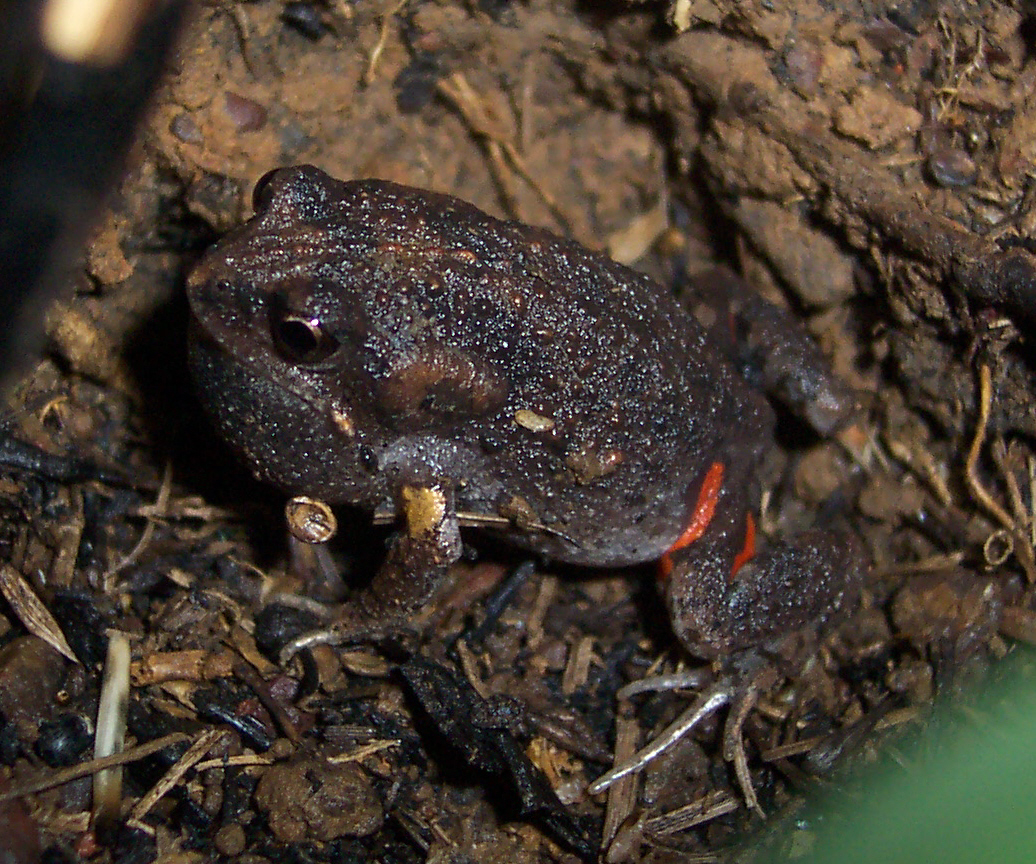
Uperoleia laevigata (Myobatrachidae).

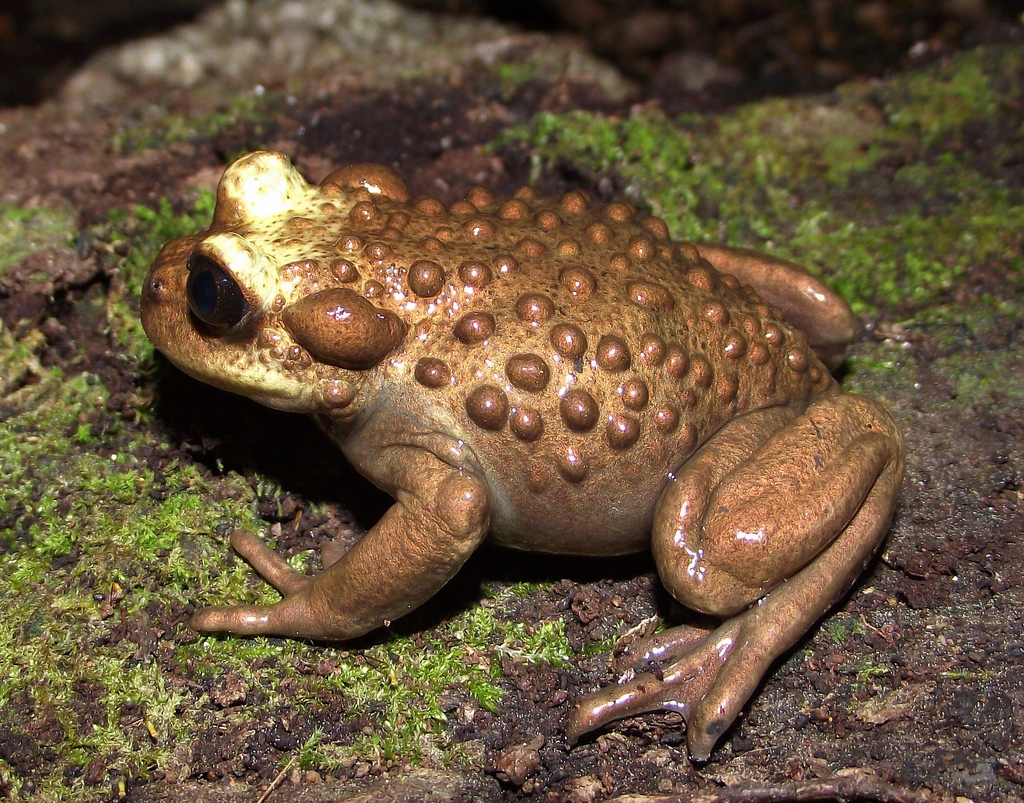
Telmatobufo bullocki (Calyptocephalellidae).

## Taxonomía
Descripción original
Australobatrachia fue descrito originalmente en el año 2006 por un equipo compuesto por Darrel R. Frost, Taran Grant, Julián Faivovich, Raoul H. Bain, Alexander Haas, Celio F. B. Haddad, Rafael O. de Sa, A. Channing, Mark. Wilkinson, Stephen C. Donnellan, Christopher J. Raxworthy, Jonathan A. Campbell, Boris L. Blotto, Paul. Moler, Robert C. Drewes, Ronald A. Nussbaum, John D. Lynch, David M. Green y Ward C. Wheeler, como parte de un gran reordenamiento taxonómico, resultado de estudios donde se combinaron evidencias de carácter anatómico comparativo, con secuencias de ADN de la unidad de transcripción mitocondrial H1 y genes nucleares.
Etimología
Etimológicamente, el término Australobatrachia se construye con palabras del idioma griego, en donde: Australo- significa ‘sur’ y batrachos es ‘rana’, lo que denota la distribución austral de estos anfibios.

## Subdivisión
Australobatrachia está integrado por 2 subclados: 
- Calyptocephalellidae Reig, 1960[2]
- Myobatrachoidea Schlegel, 1850
  - Myobatrachidae Schlegel, 1850
  - Limnodynastidae Lynch, 1969[3]

## Historia taxonómica y evolutiva
Australobatrachia se considera como el grupo madre de los Hyloidea. Debido a que el ancestro común más reciente del clado que contiene a los Hyloidae y Australobatrachia se encontró en América del Sur, se ha sugerido que el origen pudo ser sudamericano, con la consiguiente dispersión posterior hacia Australia, a través de la Antártida.
El descubrimiento de piezas correspondientes al género Calyptocephalella en la isla Marambio, extremo norte de la península Antártica, permitió apoyar las tesis que referían que la Antártida, en el pasado, presentaba un clima templado y conexiones con el extremo austral de Sudamérica y la parte sur de Oceanía, desempeñando un rol paleobiogeográfico importante para Australobatrachia y su consecuente dispersión, vinculando así a los clados sudamericano y oceanino, pudiendo haber hecho de puente para su expansión o incluso de centro de origen. La separación de los clados habría ocurrido alrededor del límite Cretácico inferior-superior (cerca de 100 Ma).
Calyptocephalellidae es una familia con varios integrantes fósiles del sur de la Argentina y la península Antártica y solo dos géneros con representantes vivientes, endémicos del centro-sur de Chile: Calyptocephalella y Telmatobufo. Sus integrantes se incluían en la familia Batrachophrynidae Cope, 1875, pero estudios cariotípicos agruparon al género Batrachophrynus en Ceratophryidae, por lo que, sin su género típico, fue rehabilitado el nombre Calyptocephalellidae.
Myobatrachidae agrupa 13 géneros y 82  especies de anfibios que se distribuyen en la isla de Tasmania, Australia y el sur de Nueva Guinea. Limnodynastidae contiene 8 géneros y 43 especies de anfibios que habitan en Nueva Guinea, Australia y las islas Aru.